# Joseph Kerman
Joseph Kerman (3 de abril de 1924 - 17 de marzo de 2014) fue un musicólogo estadounidense. 

## Breve introducción
Joseph Wilfred Kerman nació el 3 de abril de 1924.
Fue un crítico y musicólogo estadounidense, uno de los más importantes de su generación. Su libro de 1985 "Contemplating music: Challenges to musicology" es una especie de historia social en el ámbito de la musicología y de los musicólogos, donde aparecen todos los americanos que se dedican a esta profesión. Este libro fue definido por Philip Brett (profesor emérito de Musicología de la Universidad de California, Berkeley) en el Diccionario Grove de la Música y músicos como 'un momento decisivo para esta disciplina'.

## Biografía
Kerman era el hijo de un periodista estadounidense, nació en Londres y estudió en la universidad de Nueva York y en la Universidad de Princeton, donde recibió su doctorado en 1950.Durante su estancia en Princeton estudió con Oliver Strunk, Randall Thompson y Carl Weinrich y escribió su tesis doctoral sobre el madrigal isabelino.
De 1949 a 1951 enseñó en Westminster Choir College de Princeton. En 1951 comenzó a formarse en la Universidad de California, en Berkeley donde se convirtió en profesor titular en 1960 y fue presidente del departamento de música de 1960 a 1963.Fue nombrado profesor de música en la Universidad de Oxford en 1971, cargo que ocupó tres años más. Volvió a Berkeley, donde de nuevo se hizo presidente del departamento de música, desde 1991 hasta 1994, año en el que se jubiló.
Entre sus numerosos campos de investigación se cuentan los de la ópera, la música isabelina (especialmente Byrd), Beethoven y Verdi. Kerman ha expresado de una forma vigorosa la discutida opinión de que la musicología debe participar de la crítica.
Basó su primer libro, Opera as Drama(1956), en una serie de ensayos escritos para The Hudson Review desde 1948. Este expresa la opinión de Kerman, que la historia de la ópera es la clave y proporciona la base para la estructuración de los textos del libretista (que expresa la narración) y la música del compositor (que expresa las emociones de la historia), y ha sido publicado en varios idiomas y ediciones múltiples. De Kerman, el valor de una ópera como drama se debilita cuando hay una desconexión entre percepción de texto y la música.
Entre las óperas Kerman discute en el libro Tosca de Puccini que se describe como una "sorpresa poco en mal estado".Su tesis doctoral sobre madrigales isabelinos fue publicado en 1962 y se destacó por la contextualización en la anterior tradición madrigal italiana. Él mantuvo un interés en el Inglés madrigal compositor William Byrd a lo largo de su carrera, escribió varias monografías apreciadas en su trabajo.
También escribió diversas monografías y artículos en las obras de Beethoven y con su esposa, Vivian Kerman, escribió el libro de texto ampliamente usado, “Listen” (Escucha), que fue publicado por primera vez en 1972 y ahora en su 6 ª edición.
Kerman, desde 1977 escribió regularmente para The New York Review of Books y fue editor fundador de la revista, Música del siglo XIX. En 1985 publicó su historia y crítica de la musicología tradicional, contemplando Música: Desafíos de la Musicología, donde argumentó que el aislamiento intelectual de los teóricos musicales y musicólogos, y su planteamiento excesivamente positivista había dificultado el desarrollo de la crítica musical seria. Se describe en el Diccionario Grove de la Música y músicos como "un momento decisivo en el campo" el libro ha sido demostrado como ayudando a dar forma a una "nueva musicología" que está dispuesto a comprometerse con la teoría feminista, la hermenéutica, los estudios misteriosos, y el posestructuralismo.
En su libro de 1994 se recogen ensayos críticos escritos por Kerman de la década de 1950 “escribir todas estas”, que toma su título de una frase en una de las canciones de William Byrd.
De 1997 a 1998 Kerman ocupó la Cátedra Charles Eliot Norton Presidente Memorial en la Universidad de Harvard, allí dio una sucesión de conferencias en las cuales insistía en la importancia de acercarse a los textos musicales y las interpretaciones mediante una "lectura atenta" semejante a la utilizada en los estudios literarios, (tema importante en muchos de sus escritos). En 1998 fueron publicadas las conferencias Norton como Conversaciones Concierto. Joseph Kerman fue seleccionado miembro de honor de la Royal Academia de Música en 1972, miembro de la Academia Americana de las Artes y las Ciencias en 1973, y miembro de la Sociedad filosófica Americana en 2001.Él también recibió la ASCAP, considerado Premio por su excelencia en la escritura de la música en 1981 y 1995, y el Premio Otto Kinkeldey de la Sociedad Americana de Musicología de una importante obra de conocimiento musicológico en 1970 y 1981.

## Obras
- Opera as Drama (1956)
- The Elizabethan Madrigal (1962)
- The Beethoven Quartets (1967)
- The Kafka Sketchbook(1970)
- The Masses and Motets of William Byrd (1980)
- The New Grove Beethoven (1983) (con Alan Tyson)
- Contemplating Music: Challenges to Musicology (1985)
- Write All These Down: Essays on Music (1994)
- Concerto Conversations (1998)
- The Art of Fugue: Bach Fugues for Keyboard,1715-1750 (2005)
- Opera and the Morbidity of Music (2008)

“LISTEN”
Otra de sus obras es 'Listen' (1972) en colaboración desde la 4ª edición con Gary Tomlinson que habla de historia de la música.

## Críticas a la musicología de su tiempo
- A los transcriptores y “editores” de la música (estudios de los TEXTOS): su labor no puede quedarse en la mera presentación de sus materiales sin “interpretarlos” después de tanto trabajo.
- A los historiadores (estudios de los CONTEXTOS): Acumulan conocimientos y documentos sin un fin claro, porque tampoco “interpretan” críticamente los materiales recopilados
- A los teóricos y analistas musicales: cada vez se distanciaban más de la comunicación de sus trabajos ocultos tras una jerga prácticamente crítica e inasequible.